# Make This Your Own
Make This Your Own – trzeci i ostatni album brytyjskiej grupy rockowej The Cooper Temple Clause. Płyta została wydana 22 stycznia 2007. Na albumie większy udział w wokalu niż dotychczas mieli Tom Bellamy i Dan Fisher. Single z tego albumu to "Damage", "Homo Sapiens", "Head" (wokal Bena Gautrey'ego) i "Waiting Games" (wokal Fishera). Trzy miesiące po wydaniu płyty z zespołu odszedł Dan Fisher i Cooper Temple Clause rozpadł się.

## Lista utworów
1. "Damage" (3:43)
2. "Homo Sapiens" (3:26)
3. "Head" (3:52)
4. "Connect" (4:09)
5. "Waiting Game" (3:33)
6. "Once More With Feeling" (3:16)
7. "What Have You Gone And Done?" (3:56)
8. "Take Comfort" (4:21)
9. "All I See Is You" (6:43)
10. "Isn't It Strange" (4:34)
11. "House Of Cards" (5:03)